# Арсений III
Арсений III (на сръбски: Арсеније III) е черногорски православен духовник.
Роден е през 1633 година и произлиза от стария благороднически род Църноевичи. От ранна възраст постъпва в манастира на Печката патриаршия, където е ръкоположен, а през 1665 година става игумен. През 1669 година става митрополит на Хвосно, а през 1672 година е избран за печки патриарх на мястото на тежко болния Максим I. По време на Голямата турска война поддържа Хабсбургите и при тяхното отстъпление от Сърбия през 1690 година напуска страната в т.нар. Голямо сръбско преселение. До края на живота си той оглавява православната цръква на сърбите в Хабсбургската монархия, претендирайки за патриаршеската титла, въпреки че в Печ е назначен нов патриарх – Калиник I.
Арсений III умира на 27 октомври 1706 година във Виена.